# Cicerbita decipiens
Cicerbita decipiens là một loài thực vật có hoa trong họ Cúc. Loài này được (Hook.f. & Thomson ex C.B.Clarke) Beauverd mô tả khoa học đầu tiên năm 1910.